# Habash al-Hasib al-Marwazi
Ahmad ibn' Abdallah Habash Hasib Marwazi (766 - después de 869 en Samarra, Irak) fue un geógrafo, matemático, y astrónomo persa. Originario de Merv en el gran Khorasan, describió por primera vez las proporciones trigonométricas: el seno, la tangente y otras funciones trigonométricas.
Trabajó en el Bagdad del Califato Abasida, coincidiendo con los reinados de al-Mamún y al-Mutásim. Murió centenario después de 869.

## Trabajos
Realizó observaciones desde 825 hasta 835, y compiló tres series de tablas astronómicas: las primeras todavía estaban compuestas a la manera hindú; las segundas, llamada las tablas "probadas", fueron las más importantes, son probablemente idénticas a las tablas "Ma'munic" o "Árabes" y pueden ser un trabajo colectivo de los astrónomos de al-Ma'mun; las terceras, llamadas tablas del Sha, eran más pequeñas.
A propósito del eclipse solar de 829, Habash dio la primera instancia de una determinación del tiempo por una altitud (en este caso, del sol); un método que generalmente fue adoptado por los astrónomos musulmanes.
En 830, parece haber introducido la noción de "sombra", umbra (versa), equivalente al concepto de tangente en trigonometría, y compiló una tabla de tales sombras que parece ser la más antigua de su tipo. También presentó la cotangente y produjo sus primeras tablas.

### El Libro de Cuerpos y Distancias
Al-Hasib realizó varias observaciones astronómicas desde Bagdad y estimó una serie de valores geográficos y astronómicos. Recopiló sus resultados en "El Libro de los Cuerpos y las Distancias", en el que algunos de sus resultados incluyeron los siguientes:
Tierra
- Diámetro de la Tierra: 6414,54 millas (10.323,201 km)
- Circunferencia de la Tierra: 20.160 millas (32.444 km)
- Radio de la Tierra: 3207,275 millas (5161,609 km)

Luna
- Diámetro de la Luna: 1886,8 millas (3036,5 km)
- Circunferencia de la Luna: 5927,025 millas (9538,622 km)
- Radio de la menor distancia a la Luna: 215,208;9,9 (sexagesimales) millas
- Media circunferencia de la menor distancia a la Luna: 676,368;28,45,25,43 (sexagesimales) millas
- Radio de la mayor distancia a la Luna: 205,800;8,45 (sexagesimales) millas
- Media circunferencia de la mayor distancia a la Luna: 1.293.600,916 millas (2.081.848,873 km)

Sol
- Diámetro del Sol: 35,280;1,30 millas (56.777,6966 km)
- Circunferencia del Sol: 110,880;4,43 millas (178.444,189 km)
- Diámetro de la órbita del Sol: 7.761.605,5 millas (12.491.093,2 km)
- Circunferencia de la órbita del Sol: 24.392.571,38 millas (39.256.038 km)
- Un grado a lo largo de la órbita del Sol: 67.700,05 millas (108.952,67 km)
- Un minuto a lo largo de la órbita del Sol: 1129,283 millas (1817,405 km)